# Jogos da série The Legend of Zelda para CD-i
Na década de 1990, a Philips Interactive Media publicou três jogos eletrônicos de ação e aventura baseados na franquia The Legend of Zelda da Nintendo para seu console Compact Disc-Interactive (CD-i). Os dois primeiros, Link: The Faces of Evil e Zelda: The Wand of Gamelon, foram desenvolvidos pela Animation Magic e lançados simultaneamente em 10 de outubro de 1993, enquanto Zelda's Adventure foi desenvolvido pela Viridis e lançado em 5 de junho de 1994. Os dois últimos foram os primeiros a incluir a Princesa Zelda como protagonista ao invés de Link. Faces of Evil e Wand of Gamelon usam a jogabilidade de rolagem lateral utilizada em Zelda II: The Adventure of Link (1987), enquanto Zelda's Adventure utiliza uma visão aérea semelhante à perspectiva do jogo original de 1986. Nenhum dos três é canônico na linha do tempo da série The Legend of Zelda.
Faces of Evil, Wand of Gamelon e Zelda's Adventure foram criados depois que a Philips obteve os direitos para utilizar personagens da Nintendo em jogos para CD-i. Eles receberam pouco financiamento e tempo de desenvolvimento, com a Nintendo fornecendo apenas opiniões superficiais. Todos os três foram prejudicados pelas limitações técnicas do CD-i, graças a ele não ter sido projetado como um console de jogos eletrônicos. Os jogos destacavam as capacidades do CD-i, incluindo cinemáticas em full motion video (FMV). As FMV de Faces of Evil e Wand of Gamelon eram animadas, enquanto Zelda's Adventure incluía FMVs em live-action.
Assim como o próprio CD-i, os três jogos foram fracassos comerciais. Faces of Evil e Wand of Gamelon receberam críticas mistas em seu lançamento, enquanto a recepção a Zelda's Adventure foi majoritariamente negativa. Críticas contemporâneas, entretanto, criticaram os três por seus níveis pouco intuitivos e esquemas de controle confusos. As FMVs de Faces of Evil e Wand of Gamelon também foram criticadas por sua baixa qualidade de animação depois de serem disponibilizadas em páginas de compartilhamento de vídeos como o YouTube. A Edge notou que, para jogadores veteranos da franquia The Legend of Zelda, os jogos são considerados "equivalentes a blasfêmia".

## História
| 1986 | The Legend of Zelda (NES)                             |
| 1987 | Zelda II: The Adventure of Link (NES)                 |
| 1988 |                                                       |
| 1989 |                                                       |
| 1990 |                                                       |
| 1991 | A Link to the Past (SNES)                             |
| 1992 |                                                       |
| 1993 | Link's Awakening (GB, GBC)                            |
| 1993 | Link: The Faces of Evil e Zelda: The Wand of Gamelon* |
| 1994 | Zelda's Adventure*                                    |
| 1995 |                                                       |
| 1996 |                                                       |
| 1997 |                                                       |
| 1998 | Ocarina of Time (N64)                                 |

Em 1989, a Nintendo assinou um acordo com a Sony para desenvolver um sistema baseado em CD-ROM conhecido como SNES-CD (ou "Nintendo PlayStation"), um periférico para o Super Nintendo Entertainment System que permitiria full motion video (FMV) e jogos maiores. Entretanto, a Nintendo quebrou o acordo e ao invés disso assinou com a Philips para produzir o periférico, acontecimento que causou com que a Sony transformasse o produto em seu próprio console, o PlayStation. Notando o fracasso crítico e comercial do Sega Mega-CD, a Nintendo descartou definitivamente a ideia de criar um periférico. Como parte da dissolução do acordo com a Philips, a Nintendo deu à empresa a licença para usar diversos de seus personagens, incluindo Link, Princesa Zelda e Ganon, em jogos para o console Philips CD-i.
Contratando estúdios independentes, a Philips usou os personagens para criar três jogos para o CD-i sem qualquer participação da Nintendo em seu desenvolvimento além de consultoria sobre a aparência dos mesmos. Estas foram baseadas em desenhos advindos dos dois primeiros títulos da série, em especial aqueles contidos nos manuais de instruções. A Philips insistiu que as desenvolvedoras utilizassem todos as capacidades do CD-i, incluindo FMVs, gráficos em alta resolução e música com qualidade de CD. Graças ao sistema não ter sido desenvolvido com a finalidade de ser um console de jogos eletrônicos dedicado, havia diversas limitações técnicas, como controles lentos e diversos problemas de áudio, memória e gráficos.
Os primeiros dois jogos foram revelados no Consumer Electronics Show de 1993, surpreendendo a audiência por seu nível de animação. Todos os jogos da série The Legend of Zelda para CD-i foram lançados depois de Link's Awakening mas antes de Ocarina of Time, como ilustrado na linha do tempo, com os jogos relevantes marcados com asteriscos.

## Elenco
A maioria dos atores escolhidos para a série viviam em Newburyport, Massachusetts. Jeffrey Rath e Bonnie Jean Wilbur foram escolhidos como Link e Zelda, respectivamente, enquanto Mark Berry interpretou o papel de Ganon. Paul Wann, marido de Wilbur, também interpretou diversos personagens. As sessões de gravação foram realizadas em Boston e Cambridge, Massachusetts. Rath mais tarde reconheceu em uma entrevista que não viu o produto final até muitos anos depois.

## Jogos

### Link: The Faces of Evil
Lançado simultaneamente com Zelda: The Wand of Gamelon, Link: The Faces of Evil representa o primeiro jogo da série The Legend of Zelda a ser lançado pela Philips para o CD-i. Seguindo o enredo tradicional da série onde Link salva Zelda, Faces of Evil foi criado com base no segundo jogo da franquia da Nintendo, Zelda II: The Adventure of Link. O jogo foi inovador na indústria de jogos eletrônicos por contratar um estúdio externo russo para criar a animação de todas as cinemáticas, e foi recebido com críticas mistas em seu lançamento. Críticas modernas são quase universais quanto a sua negatividade em relação ao jogo, particularmente com as cinemáticas animadas como alvos de depreciação.

### Zelda: The Wand of Gamelon
Revertendo o enredo tradicional da série, Wand of Gamelon tem Zelda como protagonista em uma aventura para resgatar Link e seu pai, que não retornaram de uma jornada. Assim como Faces of Evil, o jogo foi baseado majoritariamente em Zelda II: The Adventure of Link, e também conta com animações externas do mesmo estúdio. Apesar das críticas mistas na época, bem como Faces of Evil, críticos modernos quase unanimamente criticam o jogo por sua jogabilidade e animações.

### Zelda's Adventure
Lançado quase 8 meses depois dos dois primeiros jogos da série The Legend of Zelda para CD-i, Zelda's Adventure foi criado por uma desenvolvedora diferente, a Viridis Corporation. Assim como Wand of Gamelon, o jogo inclui um enredo onde Zelda deve salvar Link, mas com um motor de jogo diferente. Desta vez, a jogabilidade foi baseada no primeiro jogo da série, com uma visão aérea sobre o cenário e personagens. Suas cinemáticas também são diferentes, substituindo sequências animadas por sequências em live-action. O jogo foi recebido negativamente tanto em seu lançamento quanto por críticos modernos.